# Gustav Moritz Redslob

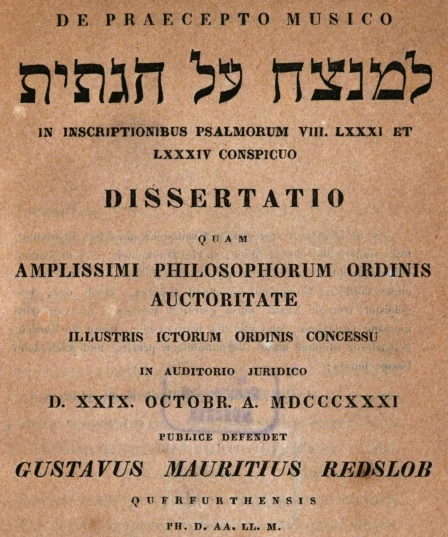
De praecepto musico למנצח על הגתית (la-menaṣṣēaḥ ʿal hag-gittît) in inscriptionibus psalmorum VIII.LXXXI et LXXXIV conspicuo dissertatio. (Dissertation, Leipzig, 1831).

Gustav Moritz Redslob, född den 21 maj 1804 i Querfurt, död den 28 februari 1882 i Hamburg, var en tysk teolog och orientalist.
Redslob blev 1830 filosofie doktor i Leipzig, 1834 extra ordinarie professor där och 1841 professor i filosofi och biblisk filologi vid akademiska gymnasiet i Hamburg. 
Bland hans arbeten märks en mycket använd stereotypupplaga av G.L. Flügels koranedition (Coranus arabice, 1837; 2:a upplagan 1881). Hans övriga skrifter utmärker sig i allmänhet för en stark benägenhet för varjehanda kabbalistiska spekulationer. 
Här kan bara nämnas: Tartessus, ein Beitrag zur Geschichte des phönikischen Handels (1849), Apokalypsis, Blätter fur pneumatisches Christenthum und mystische Schrifterklärung (I, 1859) och Die kanonischen Evangelien als geheime kanonische Gesetzgebung (1869).